# حسن‌آباد (بخش مرکزی بوئین‌زهرا)
حسن‌آباد یک روستا در ایران است که در دهستان زهرای بالا در شهرستان بوئین‌زهرا واقع شده‌است.